# Winterwalzer
Winterwalzer ist ein deutscher Fernsehfilm des Regisseurs Ingo Rasper aus dem Jahr 2023. 

## Handlung
Witwer Albert Gottwald hat nach dem Tod seiner Frau Martha jeden Lebensmut verloren. Verbittert und Hilfe ablehnend fristet er ein einsames Dasein in seiner Berliner Doppelhaushälfte. Tochter Ina, die als Medizinerin arbeitet und fürchtet, dass ihr depressiver Vater sich etwas antun könnte, bittet ihre Kollegin, die Psychiaterin Dr. Hanne Hanken, ihn unbemerkt zu therapieren, indem sie Hanne als Teilnehmerin in einen Tanzkurs einschleust, den Ex-Tanzlehrer Albert leiten soll. Albert, der schon minutiös sein Ableben geplant hat, trägt bereits einen Strick um den Hals, als Freundin Lizzy Petkoff, Besitzerin eines Tanzstudios, bei ihm anruft und vortäuscht, aufgrund einer Meniskusverletzung seine Hilfe zu benötigen. Erst als sie erwähnt, dass Alberts Erzfeind, ihr früherer gemeinsamer Tanzkollege Pedro, plant, das Studio aufzukaufen, willigt er ein.
Während Albert aus seiner neuen Aufgabe frischen Mut schöpft, hadert Hanne zunächst sowohl mit der Inkognito-Behandlung als auch mit dem Tanzunterricht. Nachdem sie überstürzt die erste Tanzstunde verlässt, kann Albert sie zu Einzelstunden überreden, in denen sie schließlich Vertrauen zueinander finden und sich näher kommen. Ina wird unterdessen von ihrem Lebensgefährten Thaddäus verlassen, nachdem sie ihm offenbart hat, aus Sorge um Albert nicht mit ihm in die Schweiz gehen zu wollen. Albert mutmaßt nach einem Besuch bei ihm, dass sie schwanger ist und stellt Thaddäus zu Rede. Als dieser Ina auf die Vorwürfe ihres Vaters anspricht, fällt sie allen Wolken und bittet Albert nach einem Streit am Telefon um Abstand. Ein Schwangerschaftstest offenbart schließlich, dass sie tatsächlich schwanger ist.
Als Albert und Ina sich am Geburtstag von Martha an deren Grab versöhnen, entdeckt Albert unerwartet das Grab von Pedro, der bereits einige Zeit zuvor verstorben ist. Ina und Hanne sehen sich gezwungen, ihm gegenüber Inas Plan und damit auch Hanne wahre Identität preiszugeben. Wütend wirft Albert Hanne, die seit dem frühen Suizid ihres Vaters selbst traumatisiert ist, vor, sich ihren eigenen Ängsten nicht stellen zu wollen. Diese fasst daraufhin allen Mut und fährt zur nahegelegenen Brücke. Als Albert davon erfährt und bangt, dass sie es ihrem Vater nachmachen und ebenfalls in den Tod springen könnte, holt er sie ein. Obwohl keiner von beiden plant, zu springen, verliert Albert das Gleichgewicht und reißt Hanne mit in die Elbe. Beide überleben mit leichten Blessuren und versöhnen sich zum Weihnachtsfest am Krankenbett.

## Hintergrund
Winterwalzer wurde von Constantin Television im Auftrag von ARD Degeto für Das Erste hergestellt. Das Drehbuch zum Film verfasste Edda Leesch auf Basis ihres 400-seitigen Debütromans Der Donnerstagsmann (2021). Als Produzenten agierten Friedrich Wildfeuer und Karsten Rühle. Die Herstellungsleitung lag bei Lutz Weidlich und Kirsten Frehse. Als Redakteurin trat Katja Kirchen in Erscheinung. Winterwalzer zählte zu den letzten Arbeiten von Filmeditorin Uta Schmidt, die im November 2023 – noch vor Veröffentlichung des Films – nach kurzer, schwerer Krankheit verstarb. Die Dreharbeiten fanden vom 8. November bis 6. Dezember 2022 in Berlin in Umgebung statt. Zu den Drehorten gehörten unter anderem die Eiswerderbrücke im Berliner Ortsteil Hakenfelde sowie die Vivantes Wenckebach-Klinikum in Berlin-Tempelhof.

## Rezeption

### Kritik

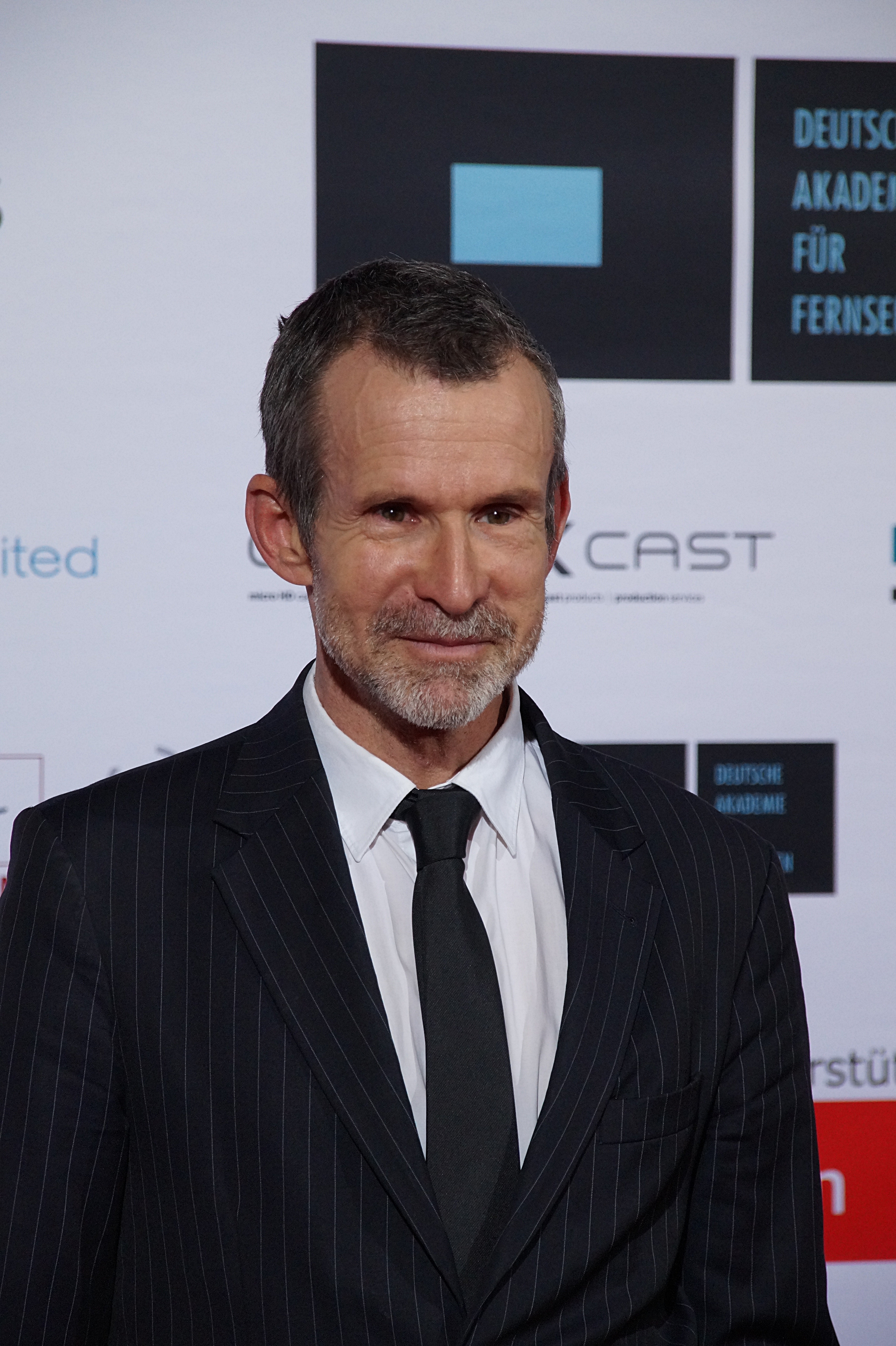
Die Besetzung um Ulrich Matthes erhielt vorwiegend positive Kritiken für ihr Spiel.

Rainer Tittelbach von Tittelbach.tv befand, dass die Tragikomödie „mehr ein komödiantisch strukturiertes Drama als eine jener allein aufs Gefühl vertrauenden Christmas-Dramödien“ sei. Man könne „diesen wunderbaren Film ernst nehmen und ihn gleichsam als ein perfektes (Fernseh-)Spiel goutieren. Das liegt auch an Ingo Raspers flotter, gut getimter, aber auch bildmotivstarker Inszenierung. Doch seine Lebendigkeit und Wahrhaftigkeit erzielt der 90-Minüter vor allem durch das Spiel eines großartigen Ensembles, allen voran Ulrich Matthes und Nina Kunzendorf. Er macht‘s mit den Augen, sie macht fast nichts. Das ist beste Unterhaltung mit (lebens)klugem Mehrwert.“
Berliner Zeitung-Kritiker Ulrich Seidler urteilte, dass allein Ulrich Matthes und Nina Kunzendorf „Grund genug sein“ sollten, sich von „dem Endlich Freitag-Wohlfühlsendeplatz im Ersten und dem Titel nicht abschrecken zu lassen. Und auch darüber, dass der recht kniebrecherische Plot mit dem herzwarmen Bügeleisen durchgeplättet wird, lässt sich leicht hinwegsehen, weil die Regie von Ingo Rasper den beiden einige Gelegenheiten gibt, mit sichtbarer Freude an der Arbeit ihre schauspielerischen Gestaltungsmöglichkeiten auszuspielen: Die mutige Unglaubwürdigkeit der Geschichte [...] gibt sich auf jeden Fall ein spannendes Rennen mit der Wahrhaftigkeit in den Gesichtern der beiden.“
Markus Ehrenberg vom Tagesspiegel schrieb in seiner Rezension: „Wer da an James Stewart/George Bailey und den selig-kitschigen Weihnachts-Klassiker Ist das Leben nicht schön? von Frank Capra denkt, liegt nicht ganz verkehrt. Ohne Kunzendorf/Matthes würde man dem Film womöglich nicht über die vollen 90 Minuten folgen. Womit man diesem Freitagabend im Ersten unrecht tut. Alleine schon deswegen, weil die beiden Protagonisten – sonst im Film und Fernsehen eher fürs Finster-Verschlossene zuständig – vor der Kamera ihre komödiantischen (und tänzerischen!) Seiten ausleben dürfen“.
Das Online-Portal Filmdienst bezeichnete die Produktion als „melancholische, letztlich versöhnliche Komödie mit zwei famosen Hauptdarstellern, die eine Tiefe bei ihren Charakteren andeuten, die ansonsten weder der Film noch die Nebenfiguren besitzen. Simple Appelle an Mitmenschlichkeit stehen neben bescheidenen Angeboten von dramatischen Zuspitzungen und Humor“. Tilmann P. Gangloff  befand auf Evangelisch.de, dass die Absehbarkeit der Handlung „der Qualität des herzerwärmend schönen Liebesfilms jedoch keinerlei Abbruch“ tue. Die Redaktion von TV Spielfilm bewertete den Film positiv und resümierte: „Leichtfüßiger Standardtanz ohne einen Stolperer“.

### Einschaltquoten
Winterwalzer feierte am 30. September 2023 auf dem Filmfest Hamburg Premiere und wurde am 6. Dezember des Jahres in der ARD Mediathek zur Veröffentlichung freigegeben. Die Free-TV-Premiere folgte im Rahmen der Endlich Freitag im Ersten-Reihe am 8. Dezember 2023 im Ersten. Mit 3,66 Millionen Zuschauern und einem Marktanteil von 14,5 Prozent avancierte der Spielfilm hinter den ZDF-Serien Die Chefin und SOKO Leipzig sowie der heute-show und der vorausgegangenen Tagesschau-Ausgabe zur fünftmeistgesehenen Sendung des Tages. In der werberelevanten Zielgruppe der 14- bis 49-Jährigen gelang ein Marktanteil von 4,3 Prozent.

## Verweise
- Winterwalzer in der ARD-Mediathek. Video (89 Min.), abrufbar bis 22. Dezember 2025
- Winterwalzer bei IMDb